# 高粱散孢堆黑粉菌
高粱散孢堆黑粉菌（学名：Sporisorium cruentum）是属于黑粉菌目黑粉菌科孢堆黑粉菌属的一种真菌，寄生在高粱上。该种分布于全世界各地。